# Ptolemais av Egypten
Ptolemais av Egypten,  död 200-talet f.Kr., var drottning av Makedonien, gift med kung Demetrius I Poliorketes
Hon var dotter Ptolemaios I Soter och Eurydike av Egypten. Bröllopet ägde rum först 287/286 f.Kr. efter att Demetrius Poliorketes hade förlorat makten över Makedonien. Firandet hölls i Miletos, dit Ptolemais anlände tillsammans med sin mor Eurydike. Enligt James Romm gick Ptolemaios I med på detta äktenskap eftersom Demetrius vid den tiden inte längre var ett hot mot honom, men hans svärson kunde fortsätta kampen mot sina rivaler, Lysimachus och Seleucus I. Den tyske klassiska forskaren Hans Volkmann trodde dock att äktenskapet ägde rum efter att Eurydike och hennes barn tvingats lämna Egypten.